# Цзюньлянь
Цзюньля́нь (кит. упр. 筠连, пиньинь Jūnlián) — уезд городского округа Ибинь провинции Сычуань (КНР).

## История
В этих местах издавна жили представители национальных меньшинств. Лишь при империи Тан здесь были образованы области Цзюньчжоу (筠州), Ляньчжоу (连州) и Динчжоу (定州). При империи Сун область Динчжоу была ликвидирована, а при империи Юань области Цзюньчжоу и Ляньчжоу были объединены в область Цзюньлянь (筠连州). При империи Мин в 1371 году область была преобразована в уезд — так появился уезд Цзюньлянь.
В ноябре 1950 года был образован Специальный район Ибинь (宜宾区专), и уезд вошёл в его состав. В 1970 году Специальный район Ибинь был переименован в Округ Ибинь (宜宾地区). В 1996 году постановлением Госсовета КНР округ Ибинь был расформирован, и территория бывшего округа Ибинь стала Городским округом Ибинь.

## Административное деление
Уезд Цзюньлянь делится на 9 посёлков, 6 волостей и 3 национальные волости.